# Peal de Becerro
Peal de Becerro é um município da Espanha na província de Jaén, comunidade autónoma da Andaluzia, de área 147 km² com população de 5470 habitantes (2005) e densidade populacional de 37,10 hab/km².

## Demografia
| Variação demográfica do município entre 1991 e 2004 | Variação demográfica do município entre 1991 e 2004 | Variação demográfica do município entre 1991 e 2004 | Variação demográfica do município entre 1991 e 2004 |
| --------------------------------------------------- | --------------------------------------------------- | --------------------------------------------------- | --------------------------------------------------- |
| 1991                                                | 1996                                                | 2001                                                | 2004                                                |
| 5357                                                | 5147                                                | 5442                                                | 5458                                                |